# Der Kampf der nackten Männer

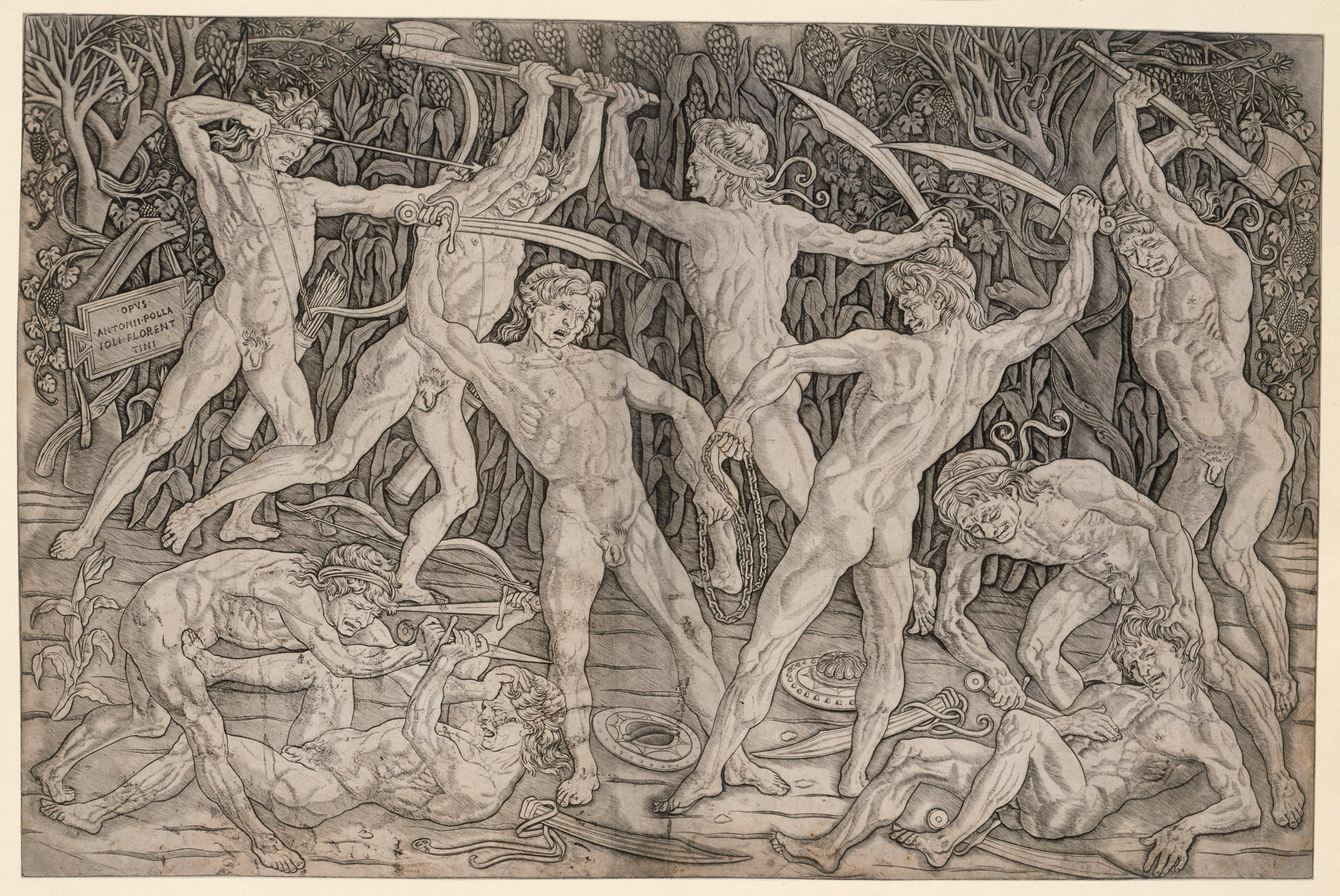
Antonio del Pollaiuolo, Der Kampf der nackten Männer, um 1470/1475, Kupferstich und Kaltnadelradierung, 40,5 × 59,5 cm, Kupferstichkabinett, Ident.Nr. 808-21, Berlin

Der Kampf der nackten Männer ist ein Kupferstich, der vom italienischen Künstler Antonio del Pollaiuolo um 1470/1475 geschaffen wurde. Dieses Werk gilt als das erste vollständig vom Künstler signierte Kunstwerk Italiens. Es befindet sich heute im Kupferstichkabinett der Staatlichen Museen zu Berlin und ist in keinem guten Zustand. Es gibt noch ein verschollenes Metallrelief und ein Terrakotta-Relief im Victoria and Albert Museum mit einem ähnlichen Sujet.

## Material, Technik und Erhaltungszustand
Das Bildmaß ist 40,5 × 59,5 cm. Laut den Objektinformationen in der Online-Sammlungen der Staatlichen Museen zu Berlin wurden für das Berliner Blatt sowohl die Technik des Kupferstiches als auch die Technik der Kaltnadelradierung verwendet. Im Gegensatz dazu wird in englischsprachigen Literaturquellen werden lediglich eine Art von Tiefdruckverfahren (Englisch: engraving) erwähnt. Das Berliner Blatt befindet sich in einem mäßigen Zustand, weil die Druckplatte vor allem im linken unteren Bereich fleckig ist. Die Einfassungslinie wurde teilweise von Hand nachgezogen. Zudem ist das Blatt rundum beschnitten und zeigt rechts und in der Mitte vertikale Knickfalten auf. Aufgrund seiner kunsthistorischen Bedeutung sollte das Blatt trotzdem in die Sammlung aufgenommen werden.

### Fassungen
Im Vergleich zu dem Berliner Blatt befinden sich die Blätter im Cleveland Museum of Art und im Fogg Art Museum in den guten Zuständen. Das Blatt im Cleveland Museum of Art ist die einzige erhaltene Erstauflage, deren Platte ursprünglich von Pollaiuolo gestochen wurde. Es unterscheidet sich von den anderen 47 erhaltenen Drucken, die offensichtlich später gedruckt wurden. Im Gegensatz dazu ist das Bild im Fogg Art Museum ein guter, farbenprächtiger und früher Druck. Die Kunsthistoriker Louise S. Richards und David Landau hielten das Fogg-Blatt aufgrund seiner Qualität für den frühesten erhaltenen Druck der überarbeiteten Platte. Diese zweite Platte wurde vermutlich ebenfalls von Pollaiuolo gestochen. Aufgrund der identischen Wasserzeichen der beiden Blätter (im Cleveland Museum of Art und im Fogg Art Museum) wird vermutet, dass sie innerhalb kurzer Zeit hergestellt wurden.

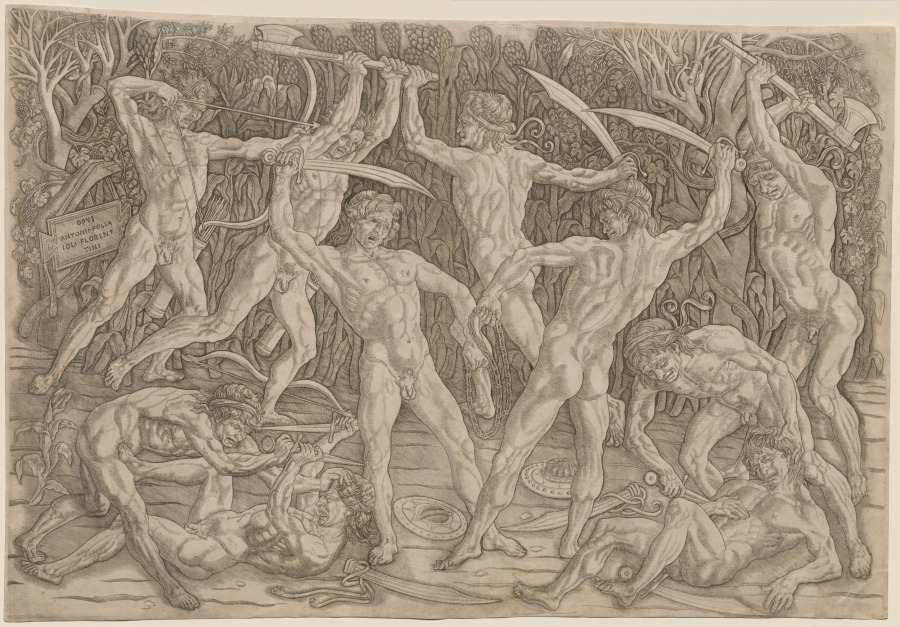
Antonio del Pollaiuolo, Battle of the Nudes, 1470–1480, Kupferstich, 42 × 60,4 cm, Cleveland Museum of Art, Ident.Nr. 1967.127, Cleveland
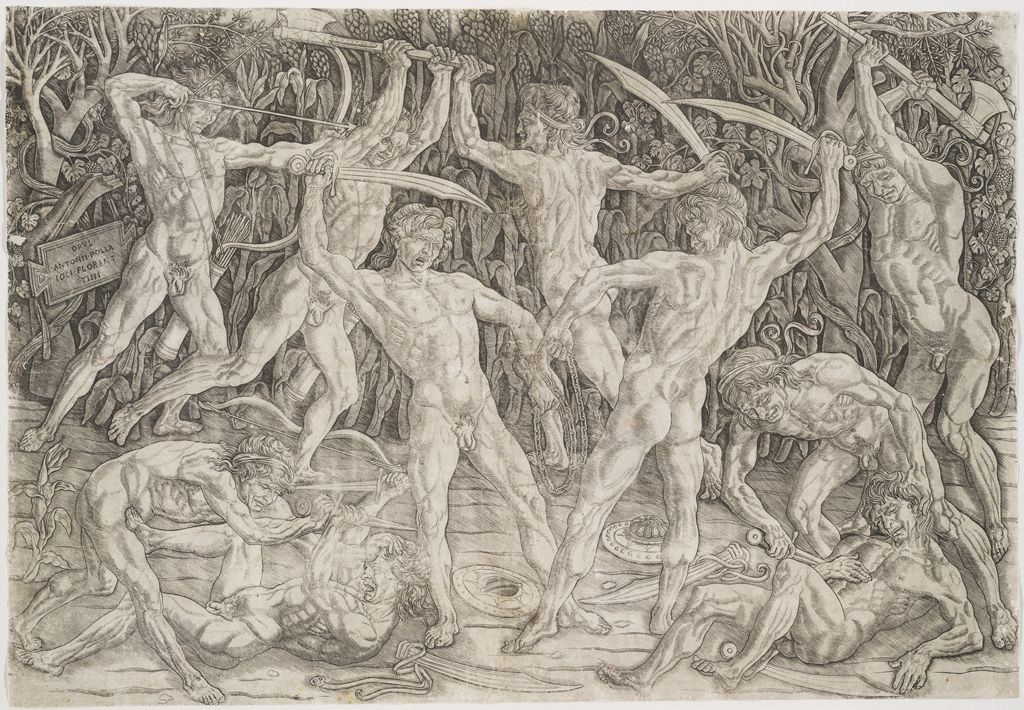
Antonio del Pollaiuolo, The Battle of the Nudes, 1470–1475, Kupferstich, 40 × 57,9 cm, Harvard Art Museums (Fogg Art Museum), Ident.Nr. M377, Cambridge (Massachusetts)

## Beschreibung
Im Vordergrund des Bildes kämpfen zehn nackte Männer miteinander. Die Figuren sind fast gleichmäßig über das ganze Bild verteilt. In der Mitte stehen zwei Männer, die eine Metallkette in der Hand halten und sich mit ihren Schwertern auf einen Kampf vorbereiten. Die Schwerter ähneln der Form von Krummsäbeln. Links von ihnen kämpfen zwei am Boden liegenden Männer mit Dolchen gegeneinander. Rechts im Bild greift ein Mann mit einem Dolch einen am Boden liegenden Mann an, während ein anderer Mann von hinten versucht, ihn mit einer Axt anzugreifen. Auf dem Boden liegen zwei Schilde. Hinter den Figuren in der Mitte kämpfen drei weitere Personen gegeneinander: Links schießt eine Figur mit Pfeil und Bogen, in der Mitte greift eine andere mit aller Kraft zweihändig mit einer Axt an und rechts schlägt eine weitere sie mit dem Schwert zurück. Es werden verschiedene Waffen dargestellt, Pfeil und Bogen, Schwerter, Dolche, Äxte und eine schwere Kette. Fast alle Köpfe der Figuren sind in einer Dreiviertelansicht dargestellt, wobei viele anatomische Details, vor allem die Rippen und Muskeln der Figuren, zu sehen sind. Im Hintergrund befindet sich ein Wald mit Bäumen und Pflanzen, die genauso hoch wie die dargestellten Figuren sind. Links von einem Baum hängt ein Schild mit der Inschrift: OPVS·/·ANTONII·POLLA/ IOLI·FLORENT/ TINI.

## Ikonographie

### Sujet
In der jüngeren Diskussion wurde darüber diskutiert, ob Pollaiuolo ein römisches Relief thematisierte. Die Kunsthistorikerin Fern Rush Shapley vermutete jedoch, dass viele Werke Pollaiuolos, darunter auch Der Kampf der nackten Männer, von den griechischen Vasen inspiriert seien, insbesondere von den Vasen des Niobiden-Malers. Auf griechischen Vasen sind ähnliche Gesten und Kompositionen zu sehen, wie z. B. im Blatt Der Kampf der nackten Männer. Die Waffen und Rüstungen, die Pollaiuolo darstellte, finden sich auch in den Werken des Niobiden-Malers. Der Kunsthistoriker Erwin Panofsky meinte, dass es sich um die Geschichte von Titus Manlius Imperiosus Torquatus handle. Titus Manlius Torquatus gewann eine Kette in einem Kampf und erhielt dadurch den Beinamen Torquatus. Es gibt auch andere Interpretationen des Werks. Einige sehen es entweder als Darstellung der Geschichte von Iason aus der griechischen Sage oder als Darstellung einer mittelalterlichen Schlacht. Andere vermuten, dass es sich um die Geschichte von Kadmos handelt, der in der griechischen Mythologie als Sohn des phönizischen Königs Agenor von Tyros bekannt ist. In der Sage kämpften die bewaffneten Männer gegeneinander und es ist unklar, ob die Figuren am Ende des Kampfes entkommen sind. Eine Terrakotta im Victoria and Albert Museum wurde nach diesem Kupferstich von Pollaiuolo geschaffen und zeigt aber sechs Figurenpaare.

### Motiv
Antonio del Pollaiuolo konzentrierte sich in seinen idealen „storia“-Darstellungen auf den männlichen Akt in Aktion. Er nutzte die Gelegenheit, die Figuren in Haltungen darzustellen, die sehr emotionale und körperliche Anspannung suggerieren. Dies führte ihn zu gewalttätigen und morbiden Themen wie Schlachten, Verfolgung, Vergewaltigung und Tod. Die antiken Vorbilder, sei es in Form von erhaltenen Skulpturenszenen auf Sarkophagen oder in lebhaften Beschreibungen verlorener Werke der Antike, verliehen diesen Themen eine offensichtliche Akzeptanz und Anziehungskraft. In der Tat war Pollaiuolo nicht der einzige seiner Zeitgenossen, der solche Themen behandelte, die einen Bruch mit der Darstellung spezifischer historischer Schlachten darstellten, die in bürgerlichen und privaten Kontexten gefragt waren. Schlachtenszenen „all’antica“ scheinen in der zweiten Hälfte des 15. Jahrhunderts besonders beliebt gewesen zu sein, und von Pollaiuolo sind mehr Beispiele erhalten als von fast jedem anderen Künstler des 15. Jahrhunderts. Pollaiuolos Kompositionen zeugen von einer sozialen und ethischen Reflexion, die zwischen den Kontexten unterscheidet, in denen Gewalt entweder gefeiert oder verurteilt werden kann. Verallgemeinerte „antike“ Schlachtszenen konnten die Bewunderung für die römischen militärischen Heldentaten hervorrufen. Das Motiv, das Pollaiuolo zu diesem Werk veranlasste, kann wohl kaum ein Auftragswerk gewesen sein.

### Darstellung
Der Naturalismus der Aktzeichnungen Pollaiuolos lässt deutlich erkennen, dass er den unbekleideten Körper am lebenden Modell studierte. Insbesondere das Blatt Der Kampf der nackten Männer zeigt die genaue Kenntnis der Muskulatur, die wahrscheinlich durch das systematische Studium von Aktmodellen erworben wurde. Der Kunsthistoriker Giorgio Vasari betonte, dass die Darstellung des nackten Körpers in den Werken Pollaiuolos eine wichtige Rolle spielte. Vasari behauptete, Pollaiuolo sei der erste Maler gewesen, der Leichen seziert habe, um die Struktur des Körpers zu erfassen. Jedoch wies der Kunsthistoriker Smith Fusco systematisch nach, dass Antonio del Pollaiuolo keine „Anatomia“, d. h. keine Sektion an einem echten Körper durchführte. Fusco argumentierte, dass Antonio del Pollaiuolo bestimmte Muskeln und Sehnen nicht kannte und die Formen, Beziehungen und Verbindungen anderer falsch darstellte. Die Kunsthistorikerin Alison Wright vermutete jedoch, dass das Abziehen der Haut von den Unterarmen und Beinen einer Leiche eine weniger schwierige Aufgabe war, die Antonio vielleicht eher beobachtet als selbst ausgeführt hat.

### Waffen und Rüstungen
Die Darstellung der Metallverarbeitung der Waffen und Rüstungen ist nicht auf einem höheren Niveau zu sehen, was darauf hindeuten könnte, dass die Kämpfer aus einer Gesellschaft mit einer niedrigeren Zivilisationsstufe stammen. Die Nacktheit der Figuren ist typisch für die griechisch-römische Kunst, was darauf hinweist, dass die Szene wahrscheinlich in der Antike spielt. Es gibt jedoch einige Unstimmigkeiten in Bezug auf die auf dem Blatt dargestellten Waffen. Zum Beispiel waren Äxte in der Antike keine üblichen Kriegswaffen, sondern wurden erst in der Spätantike aus Nord-, Mittel- und Osteuropa in den Kriegen im Westen eingeführt. Sowohl die Griechen als auch die Römer bevorzugten die Waffen, die schnell nach vorne gestoßen oder projiziert werden konnten. Ihre Hauptwaffen waren Speere, Schwerter und Dolche sowie Pfeile. Die griechisch-römischen Schwerter waren im Allgemeinen nicht annähernd so gekrümmt, wie auf dem Blatt von Pollaiuolo zu sehen ist. Sie waren in den meisten Fällen ziemlich gerade.

### Kette
Pollaiuolo verwandelte die Kette in ein visuelles Wortspiel. Die Kunsthistorikerin Patricia Emison diskutierte über die Zweideutigkeit des Wortes „Kette/Bindung“ (Italienisch „vincolo“). Es wird ähnlich wie „vinco“ ausgesprochen und bedeutet auf Deutsch „ich erobere“. Die Kette wird somit zum Bilderrätsel.

### Pflanzen im Hintergrund
Es wird allgemein angenommen, dass es sich bei den Pflanzenarten im Hintergrund um Weinreben, Olivenbäume und Getreide handelt.

## Andere Werke mit dem ähnlichen Sujet

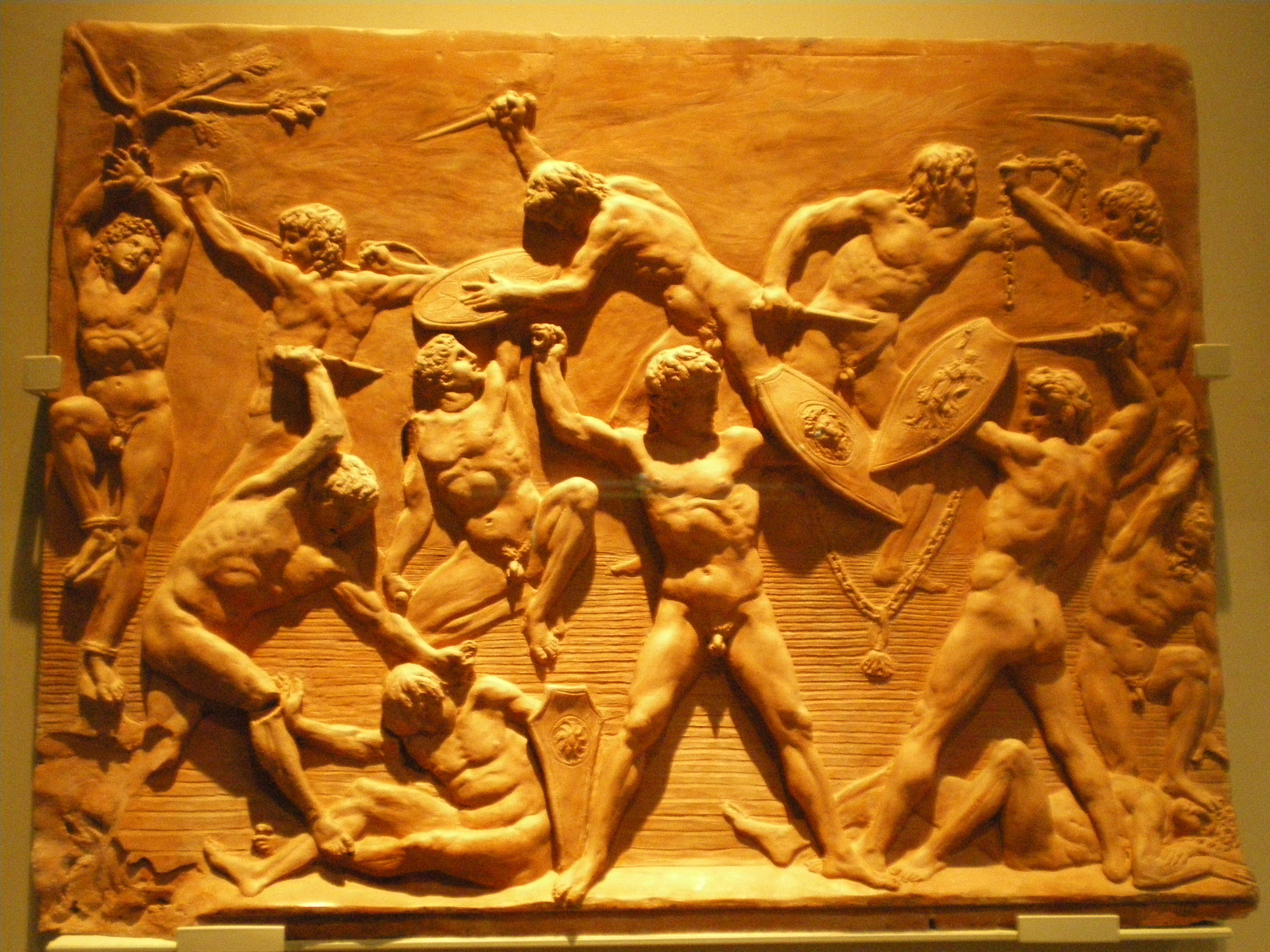
Antonio del Pollaiuolo, Der Kampf der Krieger (A Combat of Warriors), 1470–1500, Terrakotta-Relief, 42,2 × 55 × 5 cm, Victoria and Albert Museum, Ident.Nr. 7598:1,2–1861, London.

Giorgio Vasari berichtete, dass Pollaiuolo ein Metallrelief mit dem Titel Der Kampf der nackten Männer angefertigt habe. Dieses Relief wurde nach Spanien geschickt und ist verschollen. Eine Gessokopie ist in Florenz erhalten geblieben. Das Terrakotta-Relief im Victoria and Albert Museum wurde nach diesem Kupferstich Pollaiuolos geschaffen. Sowohl die Kunsthistorikerin Alison Wright als auch der Kunsthistoriker Leopold D. Ettlinger betrachteten die Londoner Terrakotta als ein Spiegelbild des verlorenen Metallreliefs von Pollaiuolo. Alison Wright vermutete, dass das Relief möglicherweise eine diplomatische Funktion haben könnte.

## Provenienz
Das Werk befand sich im Besitz der Sammlung J. Grünling in Wien und später in der Sammlung von Nagler. 1835 erwarb das Kupferstichkabinett schließlich dieses Werk.